# Хеленизација
Хеленизација (архаично јелинизација; грч. εξελληνισμός) је историјско ширење античке грчке културе и у мањој мјери језика, које су примали страни народи који су се нашли на мети грчких освајања или су пали под сферу грчкој утицаја, нарочито током хеленистичког периода након освајања Александра Великог. Резултат је био комбинација елемената грчког поријекла у разним облицима са локалним елементима. У савременом добу, хеленизација представља усвајање грчке културе, као и етничку и културолошку хомогенизацију Грчке.